# Kreis Csongrád
Der Kreis Csongrád (ungarisch Csongrádi járás) ist ein Kreis im Nordwesten des südostungarischen Komitats Csongrád-Csanád. Er grenzt im Nordwesten an das Komitat Bács-Kiskun und im Nordosten an das Komitat Jász-Nagykun-Szolnok.

## Geschichte
Der Kreis ging während der ungarischen Verwaltungsreform Anfang 2013 unverändert aus dem gleichnamigen Kleingebiet (Csongrádi kistérség) hervor.

## Gemeindeübersicht
Der Kreis Csongrád hat eine durchschnittliche Gemeindegröße von 10.045 Einwohnern auf einer Fläche von 103,31 Quadratkilometern. Die Bevölkerungsdichte des kleinsten und bevölkerungsärmsten Kreises liegt unter der des Komitats. Verwaltungssitz ist die Stadt Csongrád im Nordosten des Kreises.
| Gemeinde       | Status   | Herkunft Kleingebiet | Einwohnerzahl | Einwohnerzahl | Einwohnerzahl | Fläche     | Bevölkerungs- dichte (Ew./km²) |
| Gemeinde       | Status   | Herkunft Kleingebiet | 01.10.2011    | 01.01.2013    | 01.01.2016    | 01.01.2016 | Bevölkerungs- dichte (Ew./km²) |
| -------------- | -------- | -------------------- | ------------- | ------------- | ------------- | ---------- | ------------------------------ |
| Csanytelek     | Gemeinde | Csongrád             | 2.776         | 2.757         | 2.552         | 34,71      | 73,5                           |
| Csongrád       | Stadt    | Csongrád             | 17.242        | 16.961        | 16.277        | 173,89     | 93,6                           |
| Felgyő         | Gemeinde | Csongrád             | 1.225         | 1.211         | 1.181         | 76,73      | 15,4                           |
| Tömörkény      | Gemeinde | Csongrád             | 1.753         | 1.768         | 1.701         | 53,91      | 31,6                           |
| Kreis Csongrád |          |                      | 22.996        | 22.697        | 21.711        | 339,24     | 64,0                           |